# 多里亚娜·皮利亚波科
多里亚娜·皮利亚波科（義大利語：Doriana Pigliapoco，1957年11月25日—），意大利击剑运动员。她曾代表意大利参加1976年夏季奥林匹克运动会击剑比赛，结果获得女子团体花剑项目的第五名。